# Vilerna bonitensis
Vilerna bonitensis is een rechtvleugelig insect uit de familie veldsprinkhanen (Acrididae). De wetenschappelijke naam van deze soort is voor het eerst geldig gepubliceerd in 1989 door Descamps & Amédégnato. Zoals de naam aangeeft, komt deze soort voor in de gemeente Bonito in de Braziliaanse deelstaat Pernambuco.